# Janthinobacterium lividum
Espèce
Janthinobacterium lividum est une bactérie du sol, aérobie, à Gram négatif, qui arbore de façon bien distincte une couleur violet foncé (parfois presque noir). Cette couleur provient d'un composé appelé violacéine, qui est produit lorsque le glycérol est métabolisé en tant que source de carbone. La violacéine a des propriétés anti-bactériennes, anti-virales et anti-fongiques. Ces dernières ont un intérêt particulier car on trouve J. lividum sur la peau de certains amphibiens, dont la salamandre à dos rouge (Plethodon cinereus), où elle la protège de l'infection par le champignon chytride dévastateur Batrachochytrium dendrobatidis.

## Étymologie
Le nom du genre, Janthinobacterium, vient des mots latins janthinus, qui signifie "violet" ou "violet-bleu" et bacterium, qui veut dire "tige" ou "bâton". Le nom de l'espèce provient également du latin lividum, qui signifie "d'une couleur bleue ou terne".
Elle a été originellement appelée Pseudomonas mephitica par Claydon et Hammer en 1939 et a été reclassée dans le genre Janthinobacterium par Kämpfer et ses collaborateurs en 2008.

## Propriétés antifongiques
Cette bactérie produit des composés antifongiques, comme la violacéine (voir plus haut) et l'indole-3-carboxaldéhyde.

## Résistance au pathogèneBatrachochytium dendrobatidis
Janthinobacterium lividum inhibe les toxines et la croissance d'un champignon du genre Batrachochytium. Ce champignon est responsable d'une maladie connue sous le nom de chytridiomycose chez les amphibiens et contribue aux déclins massifs des populations d'amphibiens dans le monde ; ainsi, comprendre les utilisations possibles de cette bactérie constitue un intérêt majeur en sciences.
Une étude conduite en 2009 a exploré les effets de B. dendrobatidis et l'utilisation de J. lividum sur la survie en laboratoire. Ils ont utilisé trois traitements expérimentaux : des grenouilles infectées avec le champignon, des grenouilles traitées avec J. lividum et des grenouilles avec la bactérie et exposées au champignon. Presque toutes les grenouilles exposées à B. dendrobatidis ont péri alors qu'aucun des autres traitements n'a conduit à la mort des individus. Cela a effectivement introduit l'utilisation de J. lividum comme possible méthode de prévention de B. dendrobatidis dans le dispositif expérimental.